# Desa Sukosewu (administrativ by i Indonesien, lat -7,25, long 111,92)
Desa Sukosewu är en administrativ by i Indonesien.   Den ligger i provinsen Jawa Timur, i den västra delen av landet, 600 km öster om huvudstaden Jakarta.